# San Pedro Tlacotepec
Tlacotepec es el nombre de una colonia o comunidad perteneciente al municipio de Xaloztoc, en el estado de Tlaxcala, México. La cabecera es San Pedro Tlacotepec.
Su representante ante el municipio es el presidente municipal Auxiliar de Tlacotepec, designado mediante el sufragio universal, directo y popular. Data del siglo XVI y tiene un escudo otorgado por Hernán Cortés y concedido por el rey Carlos V de España.

## Breve reseña
Tlacotepec es una comunidad importante por ser sus habitantes los fundadores del actual municipio de Xaloztoc,Tlaxcala,México.
El escudo es del sr. Bartolomé Mazatlchichimecatecuhtli, sr. de San Pedro Tlacotepec, reconocido como tal por la Corona española (rey Carlos I de España) por sus méritos de conquistador al lado de Hernán Cortés. Es por ello que la corona le entregó al sr. Bartolomé el escudo correspondiente según el Lienzo-Códice de 1535. Dicho escudo se exhibe en el Palacio Municipal y en la Presidencia Auxiliar, además de que se incluye en el Escudo del Centenario de Xaloztoc

## La Feria, honor al apóstol San Pedro
De acuerdo al santoral católico, el 29 de junio de cada año es dedicado al honor del apóstol San Pedro.
Es por ello que la única feria celebrada en Tlacotepec se realiza a finales del mes de junio y principios de agosto. La ceremonia religiosa siempre se celebra el día 29 y las festividades cívicas se realizan durante una semana, destacándose el día domingo con la quema de fuegos pirotécnicos. Se invitan también (como es costumbre en todas las colonias de Xaloztoc) a grupos de mariachis y "camadas" de carnaval ("huehues").
Esta feria coincide muchas veces con la que se realiza en la Primera Sección de Xaloztoc, pero ésta no está dedicada al apóstol San Pedro, sino al Señor de la Preciosa Sangre. Ésta se celebra el 1.º de julio de cada año.